# Pietro d’Abano

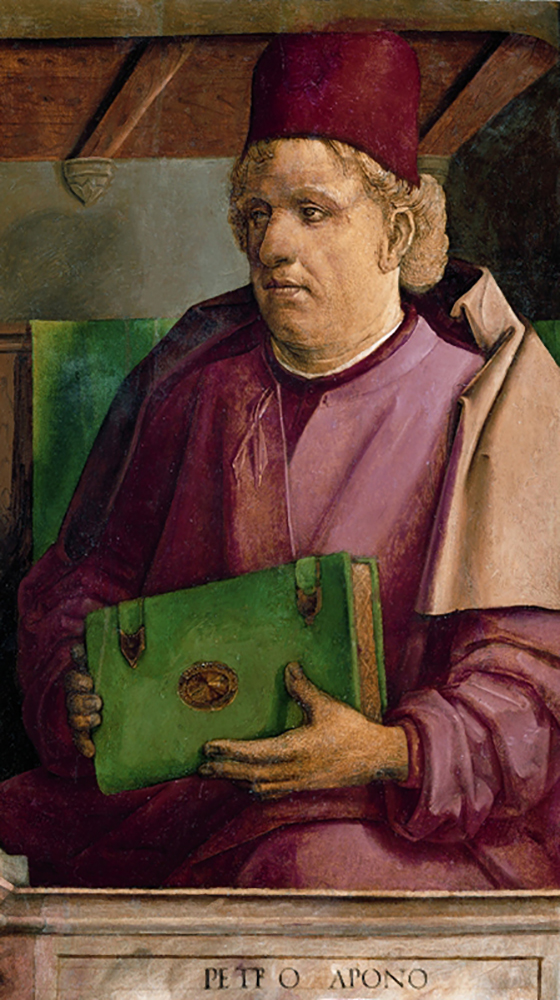
Pietro d’Abano

Pietro d’Abano, im Deutschen auch Petrus von Abano (lateinisch Petrus de Abano oder Petrus Aponus; * 1250 oder 1257 in Abano bei Padua; † 1315 oder 1316 in Padua), war ein norditalienischer Arzt, scholastischer Mediziner, Philosoph, Mathematiker und Astrologe. Nach seinem Hauptwerk Conciliator differentiarum […] wurde er auch Conciliator genannt.
Er gehörte zu den medizinischen Schriftstellern des ausgehenden Mittelalters, die sich aufgrund eigener Erfahrung und Forschung gegen autoritäre Überlieferungen auflehnten.

## Leben
Pietro d’Abano war der Sohn eines Notars und hielt sich nach seinem Artes- und Medizinstudium in Padua länger (wahrscheinlich zwischen 1270 und 1290) in Konstantinopel auf. Dort eignete er sich umfassende Kenntnisse der griechischen und arabischen Sprache und Gelehrsamkeit an und erwarb Werke von Aristoteles und Galenos. Um 1300 war er in Paris, wo er die Theorien und Werke des Philosophen Averroes kennenlernte und dadurch ein Anhänger des Neuplatonismus wurde. Auch ein Teil seiner Werke entstand dort, die bei der Kirche schon früh den Verdacht der Inquisition erregte. Ein erster Prozess endete mit Freispruch. 1306 oder 1307 wurde er auf den Lehrstuhl für Medizin an der Universität Padua berufen, wo er auch Philosophie und Astrologie unterrichtete.
Bald geriet er erneut mit der Kirche in Widerspruch. Da er sich weigerte zu widerrufen, wurde er der Häresie angeklagt und der Inquisition übergeben. Noch vor Beendigung dieses Gerichtsverfahrens verstarb d’Abano 1316 in der Engelsburg. Der Prozess wurde auch nach seinem Tode weitergeführt. Er wurde schuldig gesprochen und zum Tod durch Verbrennen verurteilt. Aus verschiedenen Quellen geht nicht eindeutig hervor, wie das Urteil vollstreckt wurde: Teilweise wird berichtet, dass wegen Unauffindbarkeit des Leichnams nur ein Bild von ihm verbrannt wurde, andere Quellen berichten, dass die Leiche von den Dominikanern in Padua verbrannt wurde. 
Als eines seiner wichtigsten Werke gilt heute noch Conciliator differentiarum quae inter philosophos et medicos versantur („Vermittler der Unterschiede bei Philosophen und Ärzten“), der zuerst 1472 veröffentlicht wurde. In 210 Quaestiones geht er darin auf die Theorie und Praxis der Medizin ein. Jedes der Themen wird in einem Viererschritt abgehandelt: zunächst die Analyse der Sachbegriffe, dann eine Aufzählung der möglichen Lösungen, drittens die seiner Ansicht nach richtige Lösung des Problems und schließlich die Widerlegung anderer Meinungen. Dieses Werk war auch in seinem Aufbau Vorbild für andere Schriften des Spätmittelalters. Es diente dazu in einer Zeit, als die Medizin an den Universitäten eine unabhängige Stellung erlangen wollte, die Probleme mit der scholastischen Philosophie und Theologie zu erörtern.
In zwei seiner Werke diskutiert er Musik: Conciliator differentiarum philosophorum et precipue medicorum (Venedig, 1476) und Expositio Problematum Aristotelis (Mantua, 1475). Sie beinhalten die traditionelle Vorstellung der Musik als eine Disziplin des Quadriviums, enthalten aber auch Bezüge zur musikalischen Praxis.  Zekert nennt als Pietro d’Abano als Weiterbearbeiter von „Mesue dem Jüngerem“.
Von ihm stammt ein Kommentar zu den Problemata von Aristoteles und eine Ausgabe der Materia medica von Dioskurides. Er war an Magie und Astrologie interessiert und empfahl den Zeitpunkt von Operationen und Medikamentengabe an günstigen astrologischen Konstellationen zu orientieren. Er glaubte auch, dass bestimmte Personen durch besondere Heilkräfte ausgezeichnet wären.

## Fresken im Palazzo della Ragione
Nach der Zerstörung der Fresken Giottos durch einen Brand im Jahre 1420 im Großen Saal des Palazzo della Ragione in Padua wurde der Saal in den Jahren 1425 bis 1440 mit einem Freskenzyklus ausgestattet, dessen mehr als hundert Einzelbilder astrologische Themen zum Inhalt haben und an die Überlegungen Pietro d’Abanos anknüpfen.

## Gedenken, Ehrungen und Rezeption
Nach ihm ist die Pflanzengattung Aponoa Raf. 1838 (heute zu Columnea L. gestellt) aus der Familie der Gesneriengewächse (Gesneriaceae) benannt worden.
Ludwig Tieck schrieb die Zaubergeschichte Pietro von Abano. Louis Spohr schrieb 1827 die Oper Pietro von Abano. Das Libretto hatte Karl Pfeiffer nach der Geschichte Tiecks verfasst.

## Schriften und Ausgaben

Conciliator differentiarum philosophorum et precipue medicorum

- De venenis. Johannes Vurster, Mantua 1473.
  - Alberico Benedicenti (Hrsg.): Pietro d'Abano (1250–1316): Il trattato „De venenis“. Olschki, Florenz 1949 (mit Kommentar)
- Conciliator differentiarum quae inter philosophos et medicos versantur. Venedig 1565.
  - Nachdruck: Edizioni Antenore, Padua 1985.
- Astrolabium planum. 1486.
  - Bernhard Dietrich Haage (Hrsg.): Das Heidelberger Schicksalsbuch. Das Astrolabium planum deutsch aus CPG 832 der Universitätsbibliothek Heidelberg. Band 1: Faksimile, Band 2: Kommentar. Insel, Frankfurt am Main 1981.
- Heptameron seu elementa magica. 1559.
  - Das Heptameron oder magische Elemente (Heptameron). Schleierwelten, Wyk/Föhr 2005, ISBN 3-937341-19-6.
- Trattati „di Astronomia“. Lucidator dubitabilium astronomiae. Edizioni Programma, Padua 1992, ISBN 88-7123-016-7.